# Havoc (film 2025)
Havoc è un film del 2025 scritto e diretto da Gareth Evans.

## Trama
Una banda di ladri, composta da Charlie, Mia, Johnny e Wes, ruba una serie di lavatrici che contengono una partita nascosta di cocaina. Vengono inseguiti da Vincent, Hayes, Jake e Cortez, un gruppo di detective della squadra narcotici. Cortez rimane gravemente ferito durante l'inseguimento e viene ricoverato in ospedale.
Più tardi quella notte, Charlie e Mia portano la cocaina rubata a Tsui, il capo della Triade locale. Mia aveva precedentemente rubato l'auto di Tsui ed era stata costretta a lavorare per lui per saldare il debito. Una banda di aggressori mascherati irrompe nel nascondiglio, uccidendo Tsui e i suoi scagnozzi. Charlie e Mia riescono a malapena a fuggire. La banda mascherata è in combutta con Ching, il luogotenente scontento di Tsui, fuggito poco prima del loro arrivo.
Patrick Walker è un detective della Omicidi corrotto, separato dalla sua famiglia e pagato da Lawrence Beaumont, un magnate immobiliare, candidato sindaco e padre di Charlie. Dopo aver appreso che suo figlio è accusato dell'omicidio di Tsui, Lawrence ordina a Walker di trovarlo e proteggerlo. Lavorando con la sua nuova collega, Ellie, Walker inizia a dare la caccia a indizi per trovare Charlie e Mia.
Fa anche visita a Cortez in ospedale, dato che era un suo collega nella squadra narcotici. Tutti pagati da Lawrence, Walker si allontana da loro in seguito all'omicidio di un poliziotto sotto copertura da parte di Vincent durante un furto di droga andato male. Mentre Walker indaga, la madre di Tsui, un'importante leader della Triade soprannominata "Madre", arriva in città e affronta Ching, chiedendogli cosa sia successo a suo figlio. Ching incolpa Charlie, e così la Madre fa rapire brutalmente Lawrence dal suo corteo.
Walker rintraccia lo zio di Mia, Raul, che sta falsificando passaporti che Charlie e Mia possono usare per lasciare il Paese. Walker costringe Raul a organizzare un incontro in una discoteca quella sera, dove i passaporti possono essere ritirati. Tuttavia, prima che Walker possa portare Charlie e Mia in salvo, viene interrotto dall'arrivo di Vincent, Hayes e Jake. Mia identifica Vincent come l'assassino di Tsui. Arrivano anche Raul, Johnny, Wes e le triadi inviate da Madre, dando origine a una rissa e a una sparatoria. Hayes, Raul, Johnny, Wes e decine di membri della Triade vengono uccisi. Walker riesce a malapena a fuggire con Mia e Charlie, ferito.
Walker si rende conto che Vincent e i suoi poliziotti stavano in realtà cercando di dirottare il carico di cocaina per sé stessi, piuttosto che catturare Charlie e la sua banda. Vincent è in combutta con Ching, che ha un acquirente per la cocaina. Voleva trarre profitto dall'affare e eliminare Tsui, che detestava per essere stato promosso a capo della Triade cittadina al suo posto. Dopo aver sistemato le cose in sospeso, Ching arriva all'ospedale e uccide Cortez e sua moglie. Ellie, inviata da Walker per interrogare Cortez, lo insegue e lo cattura.
Walker porta Charlie e Mia nella vecchia baita di suo padre alla periferia della città. Le Triadi li rintracciano e iniziano un massiccio assalto, costringendo i tre a respingerli in uno scontro a fuoco. Ne uccidono molti, ma Charlie e Mia vengono catturati. Walker uccide l'Assassino, il principale sicario di Madre, dopo un brutale combattimento in cui rimane gravemente ferito. Madre arriva con le sue guardie del corpo e Lawrence. Credendo ancora che Charlie abbia ucciso Tsui, costringe Lawrence a giocare una partita di roulette russa con Mia.
Tuttavia, arriva Ellie, che ha catturato Vincent e Jake insieme a Ching. Li rivela come colpevoli. Jake si libera improvvisamente e cerca di sparare a Charlie, ma Lawrence lo protegge, morendo tra le sue braccia. Ching e i membri traditori della Triade a lui fedeli sparano a Madre e ai suoi fedelissimi. Ching ferisce anche Vincent, che a sua volta spara a Ching e fugge con la cocaina. Walker lo insegue.
Ellie e Jake combattono, e Jake è sul punto di sparare a Ellie quando Charlie lo uccide per vendicare suo padre. Vincent tenta di fuggire in treno, ma viene ferito a colpi di arma da fuoco da Walker. I due litigano e Vincent spara a Walker, spingendolo a sua volta a sparargli e a ucciderlo. Con la polizia in arrivo e la pressione ancora alta sulle loro teste, Ellie lascia andare Charlie e Mia. Ellie e Walker, gravemente ferito, parlano, e lui la esorta ad arrestarlo. Lei rifiuta, e Walker guarda le auto della polizia in arrivo con un destino incerto.

## Distribuzione
Il film è stato distribuito in streaming sulla piattaforma Netflix il 25 aprile 2025.